# Два отца (Секретные материалы)
«Два отца» (англ. «Two Fathers») — 11-й эпизод 6-го сезона сериала
«Секретные материалы». Премьера
состоялась 7 февраля 1999 года на телеканале FOX.
Эпизод позволяет более подробно раскрыть так называемую «мифологию сериала», заданную в пилотной серии
Режиссёр — Ким Мэннэрс, автор сценария — Крис Картер, приглашённые звёзды — Уильям Брюс Дэвис, Николас Ли, Митч Пиледжи, Мими Роджерс, Крис Оуэнс, Брайан Томпсон, Вероника Картрайт, Дон С. Уильямс, Джордж Мёрдок, Аль Руссо, Фрэнк Эртл, Ник Тейт, Джеймс Ньюман, Дэймон Салим.
В США серия получила рейтинг домохозяйств Нильсена, равный 11,5, который означает, что в день
выхода серию посмотрели 18,81 миллиона человек.
Главные герои серии — Фокс Малдер (Дэвид Духовны) и Дана Скалли (Джиллиан Андерсон), агенты ФБР, расследующие сложно поддающиеся научному
объяснению преступления, называемые Секретными материалами.

## Сюжет
«Два Отца» разглашает предание, которое приведет к разрушению Синдиката: с неожиданным возвращением Кассандры Спендер и восставшими пришельцами, члены Синдиката готовятся к финальному вторжению.
Сценарий «Два Отца» был написан для того, чтобы устранить Синдикат и перезапустить мифологию сериала в другом направлении. Эпизод снимался в Лос-Анджелесе, и многим членам съемочной группы Секретные материалы пришлось корректировать сцены и методы съемок в целях достижения схожести с результатами съемок в Ванкувере. Это первая часть эпизода из двух частей, который продолжается во второй части «Один сын».